# Nasreddine Kraouche
Nacereddine Kraouche (arabsko نصر الدين كراوش), alžirski nogometaš, * 27. avgust 1979, Thionville, Francija.
Bil je član klubov FC Metz, KAA Gent in Charleroi ter alžirske reprezentance. 